# Saarschleife

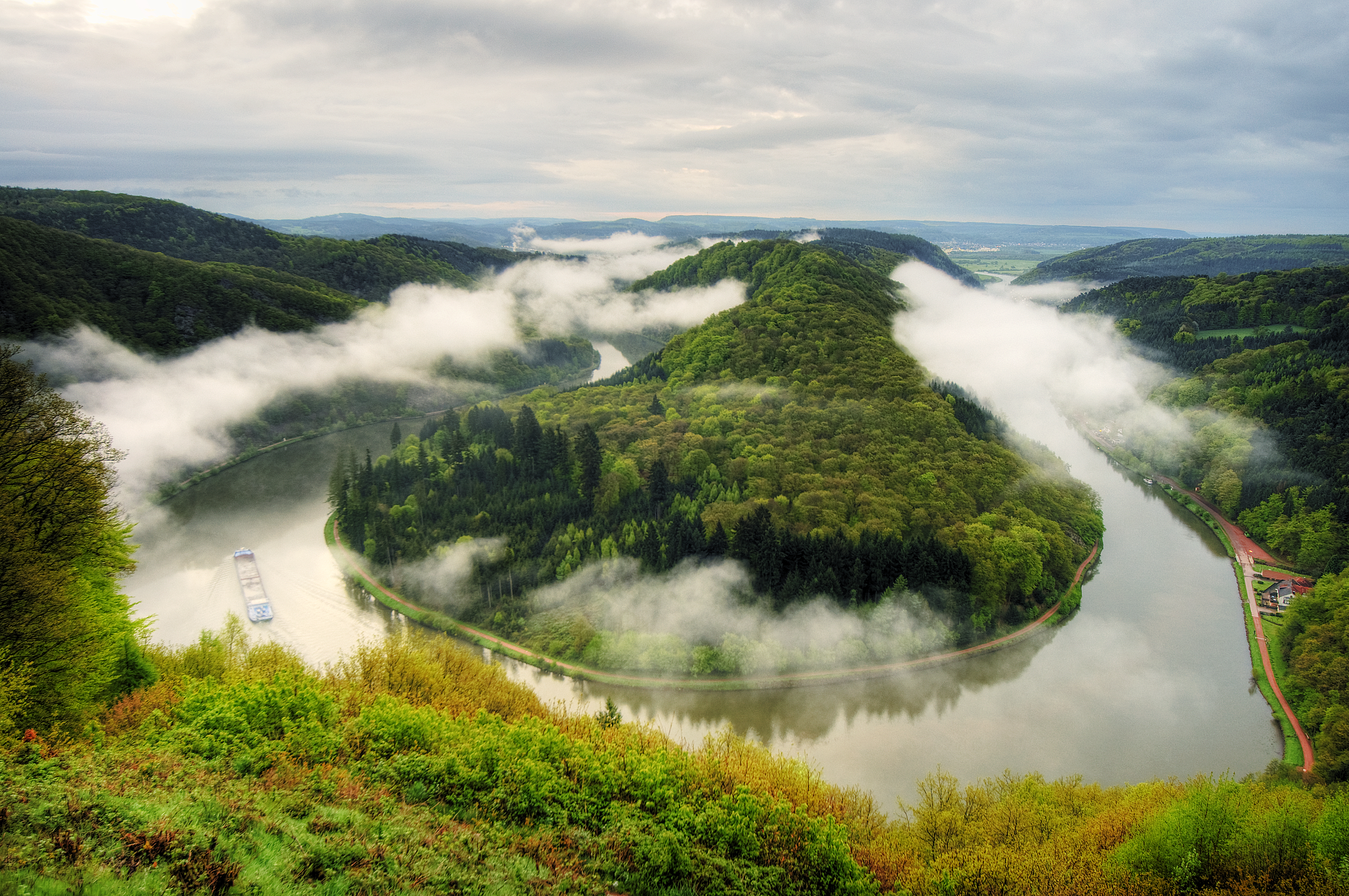
Kilátás a Cloef kilátóból a Saar-kanyarra

A Saarschleife, (magyarul Saar-kanyar, vagy másik német nevén Große Saarschleife, azaz Nagy Saar-kanyar) a Saar-folyó egyik áttörési völgye, óriási hajtűkanyarulata a Saar-vidéken, Németországban.  A legszebb kilátást a Chloef kilátópont nyújtja 180 méterrel a folyó felett, épp a kanyarulatnál. A látványosság Mettlach városának közigazgatási területén belül van. A folyó partjához is le lehet jutni, onnan is impozáns a látvány.
A Saar-kanyar Mettlach Merzig nevű városrészénél kezdődik, és Mettlach belvárosa magasságáig tart. Légvonalban a hurok szárai kb. 2 kilométer távolságra vannak, a folyó ezalatt 10 kilométert tesz meg, tehát egy kifejlett, majdnem bezáródó hurkot alkot. A folyó két szára között fekvő erdős hegyvonulaton található a Szent Gangolf-templom az egykori kolostorral és a Montclair várral. Az egyetlen hely a Saarschleife területén Dreisbach, ahol komppal át lehet kelni a folyón.
A Saarschleife egyben a vidék egyik jellegzetes jelképe is. Újra és újra rivaldafénybe került, amikor magas állami vezetők, politikusok látogattak el oda. Elsőként IV. Frigyes Vilmos porosz király, nézte meg a Chloef kilátópontot, 1856. szeptember 29-én. Adolf Hitler sem maradhatott ki a sorból, ő 1939. május 16-án járt ott. A látogatás emlékét korábban emléktábla hirdette, amelyet később eltávolítottak. Konrad Adenauer nyugatnémet kancellár itt találkozott 1965. június 25-én a Saar-vidéki politikusokkal. Oskar Lafontaine és Gerhard Schröder a média igényeinek megfelelően fényképeztették le magukat a kilátópontnál, 1997. augusztus 4-én. A francia és lengyel elnök, Jacques Chirac és Lech Kaczyński is itt találkozott Angela Merkellel egy hármas csúcson, 2006. december 5-én.

## Galéria

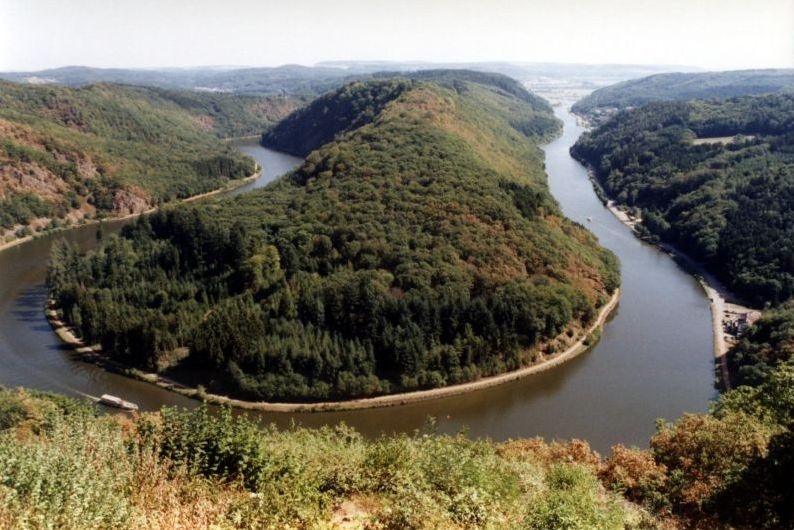
Panorámakép
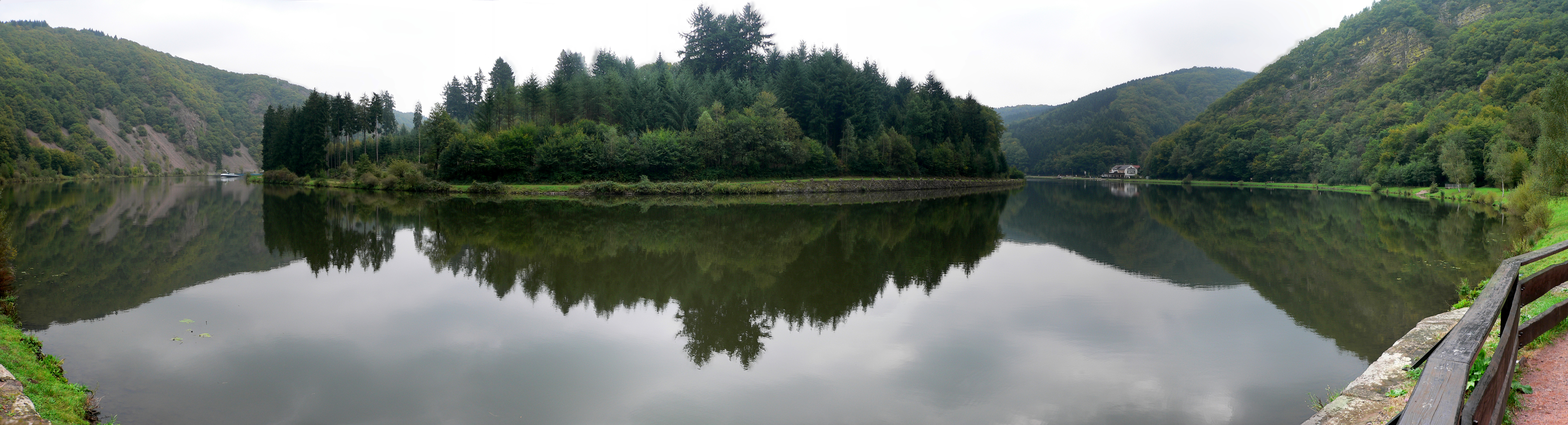
A folyó partjáról készült kép
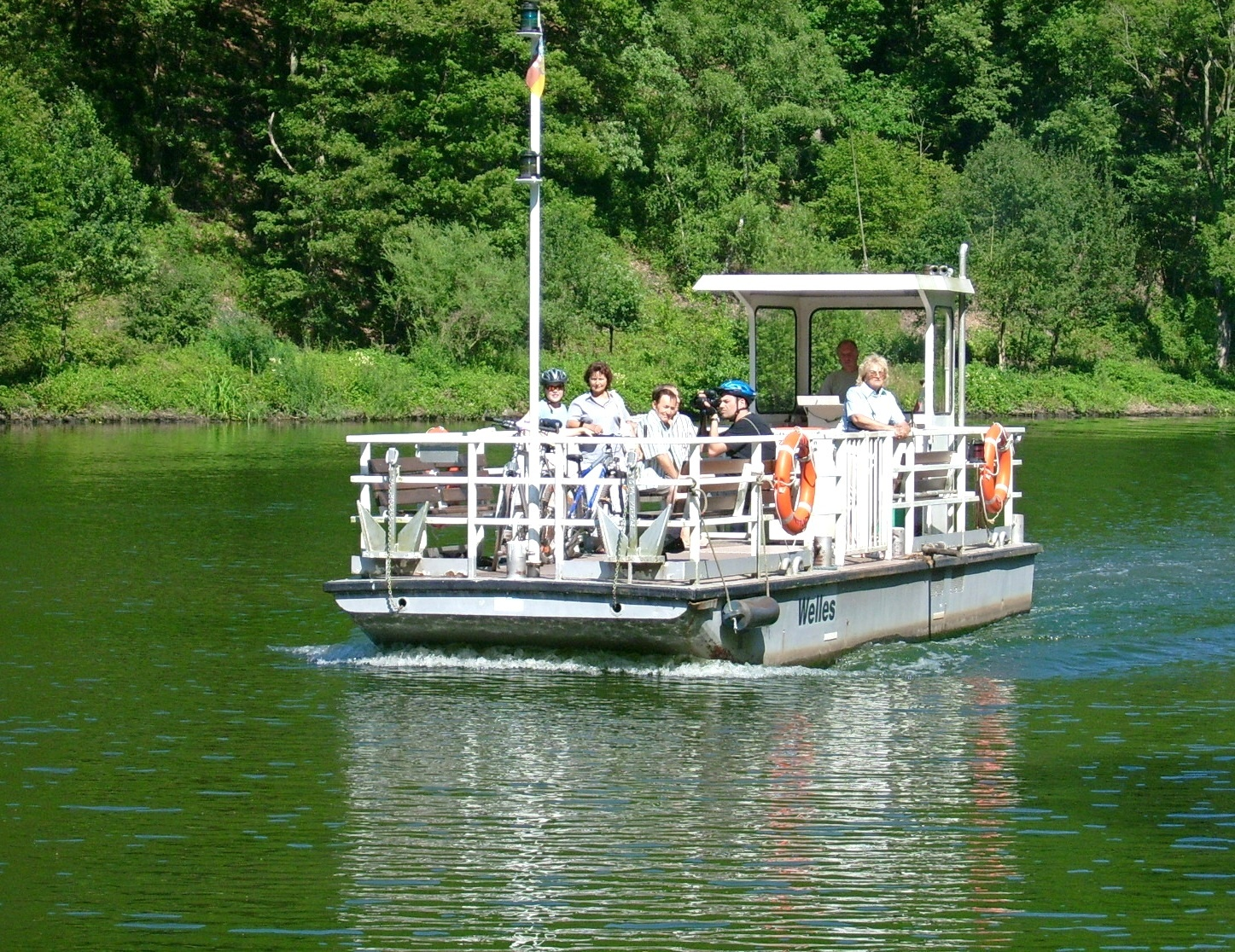
A „Welles” nevű komp
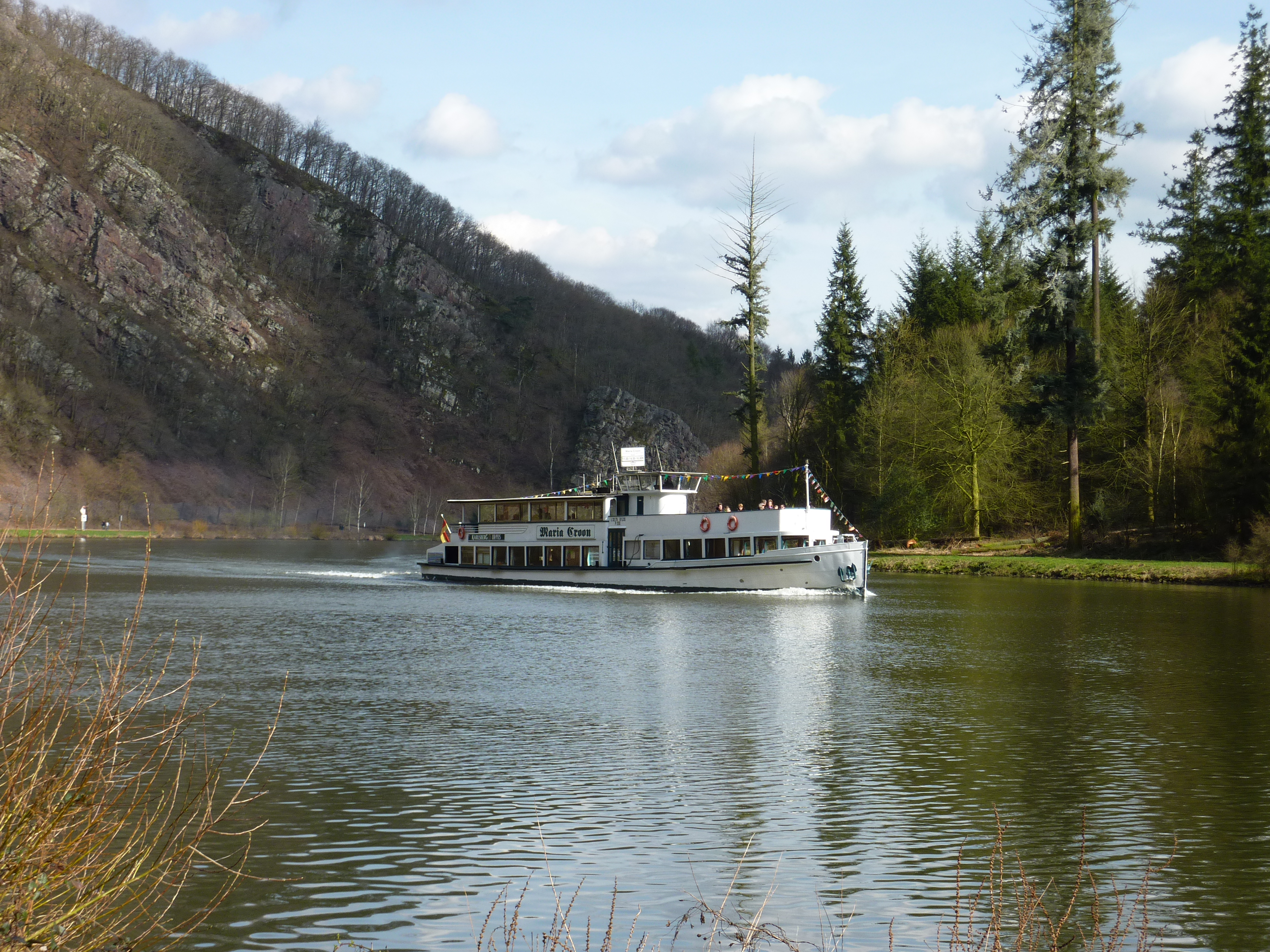
A „Maria Croon” nevű hajó a kanyarban

## Fordítás
- Ez a szócikk részben vagy egészben a Saarschleife című német Wikipédia-szócikk ezen változatának fordításán alapul.  Az eredeti cikk szerkesztőit annak laptörténete sorolja fel. Ez a jelzés csupán a megfogalmazás eredetét és a szerzői jogokat jelzi, nem szolgál a cikkben szereplő információk forrásmegjelöléseként.